# غنغرينة فورنير
غَنْغرينَةُ فورنير هو نوع من التهابات اللفافة الناخرة أو الغنغرينا الناخرة التي تصيب الأعضاء التناسلية الخارجية أو العجان. يحدث هذا عادة عند كبار السن من الرجال، ولكن يمكن أن يحدث أيضًا لدى النساء والأطفال. مرضى السكر أو مدمني الكحول أو الذين يعانون من نقص المناعة، هم أكثر الأشخاص عُرضةً لهذا المرض.
يُصاب حوالي شخص واحد لكل 62,500 ذكر سنويًا. ويُصاب الذكور به حوالي 40 مرة أكثر من الإناث. وقد وُصِفَت الحالة لأول مرة من قبل بوريان في عام 1764 وسميت باسم أخصائي الأمراض التناسلية الفرنسي جان ألفريد فورنييه، بعد خمس حالات كانت قد قُدِمت في المحاضرات السريرية في عام 1883.

## العلامات والأعراض
تشمل الأعراض الأولية لغرغرينة فورنييه تورم أو ألم مفاجئ في كيس الصفن والحمى والشحوب وضعف عام. يتميز بألم يمتد إلى ما وراء حدود الحمامي الظاهرة. معظم الحالات موجودة بشكل معتدل، ولكن يمكن أن تتطور خلال ساعات. غالبًا ما يكون نفاخ تحت الجلد أحد العلامات السريرية المحددة، لكنه لا يظهر في أكثر من 50% من الحالات السريرية المُصابة. تتميز الحالات الأكثر وضوحًا برائحة كريهة ونسيج مصاب بنخر. تم تسجيل حدوث حالات فرقعة. بالرغم من أن غنغرينة فورنييه تبدأ كعدوى تحت الجلد؛ إلا أنها تُظِهر بعَض البقع النخرية في الجلد المغطي للعدوى، والتي تتطور لاحقًا إلى نخر أكبر.

## الأسباب
معظم حالات غنغرينة فورنييه مصابة بكل من البكتيريا الهوائية واللاهوائية. وارتبط عدم الوصول إلى المرافق الصحية والرعاية الطبية والموارد النفسية والاجتماعية بزيادة الوفيات.
ذكرت دراسة تركية عام 2006 أن مستويات السكر في الدم كانت مرتفعة في ستة وأربعين في المئة من المرضى الذين تم تشخيصهم بغنغرينة فورنييه. وذكرت دراسة أخرى أن حوالي ثلث المرضى كانوا مدمنين على الكحول أو مصابين بالسكري أو مصابين بسوء التغذية، في حين أن العشرة في المائة الآخرين قد تعرضوا لنقصٍ في لمناعة خلال العلاج الكيميائي أو أدوية الستيرويد أو الأورام الخبيثة.

## العلاج
تُعتبر غنغرينة فورنييه حالة طارئة في طب المسالك البولية، حيثُ تتطلب إعِطاء مُضاداتٍ حيوية عن طريق الوريد وكحت الأنسجة الميتة (الاستئصال الجراحي). بالإضافة إلى الجراحة والمضادات الحيوية، قد يكون العلاج بالأكسجين عالي الضغط مفيدًا ويعمل على تثبيط نمو البكتيريا اللاهوائية وقتلها.